# Свозки
Свозки — деревня в Новодугинском районе Смоленской области России. Входит в состав Капустинского сельского поселения. Население — 3 жителя (2007 год). 
Расположена в северо-восточной части области в 14 км к юго-востоку от Новодугина, в 11 км восточнее автодороги Р134 «Старая Смоленская дорога» Смоленск — Дорогобуж — Вязьма — Зубцов. В 6 км западнее деревни расположена железнодорожная станция Александрино на линии Вязьма — Ржев. 

## История
В годы Великой Отечественной войны деревня была оккупирована гитлеровскими войсками в октябре 1941 года, освобождена в марте 1943 года.